# Левченко, Ирина Николаевна
Ири́на Никола́евна Ле́вченко (15 марта 1924, Кадиевка, Донецкая губерния — 18 января 1973, Москва) — советский офицер, участница Великой Отечественной войны, Герой Советского Союза (1965). Гвардии подполковник. Первая советская женщина, удостоенная медали имени Флоренс Найтингейл (1961).
В годы Великой Отечественной войны — санинструктор роты 744-го стрелкового полка 149-й стрелковой дивизии, затем — командир танка, командир танкового взвода, офицер связи 41-й гвардейской танковой бригады. За совершённые подвиги в годы Великой Отечественной войны И. Н. Левченко награждена тремя орденами Красной Звезды и 10-ю медалями. Министр обороны Болгарской Народной Республики наградил И. Н. Левченко именным оружием.
В послевоенные годы занималась литературной деятельностью, автор многочисленных очерков и рассказов о героях войны и мирного труда. Член Союза писателей СССР.

## Биография

### Ранние годы
Ирина Николаевна Левченко родилась 15 марта 1924 года в семье служащего в посёлке Кадиевка Лозово-Павловского района Луганского округа Донецкой губернии Украинской ССР. Отец Николай Иванович был начальником «Донугля», руководителем Сталинской и Ленинской железных дорог, замнаркома путей сообщения СССР, в 1937 репрессирован. В 2016 году город Стаханов Стахановского городского совета Луганской области Украины был переименован в город Кадиевка Кадиевского городского совета, но переименование не было признано властями Луганской Народной Республики, контролирующими город.
Окончила 9 классов школы города Артёмовска. Школьница Ирина Левченко умела стрелять из винтовки и оказывать первую помощь раненым. Переехала в Москву, где окончила 10 класс средней школы.

### В годы Великой Отечественной войны
В Рабоче-крестьянской Красной Армии с 1941 года, участница Великой Отечественной войны с июня 1941 года. В первые дни войны она пришла в районный отдел Красного Креста, где её назначили командиром отделения сандружины и определили пост наблюдения (общественные бани). Однако эта работа показалась девушке обыденной, так как она намеревалась отправиться на фронт спасать раненых.
В июле 1941 года в Москве создавались части и соединения народного ополчения. Тыловым частям действующей армии требовалось большое число сандружинниц, связисток и других специалистов. Летом 1941 года в числе сандружинниц прибыла в штаб 28-й армии в города Киров Смоленской области. С 6 июля красноармеец в операционно-перевязочном взводе, затем санинструктор роты 744 стрелкового полка 149-й стрелковой дивизии 61-й армии Брянского фронта).
Немецкие войска подходили к Смоленску и Рославлю, куда была направлена И. Н. Левченко. В письме к матери Ирина Левченко сообщает о своём первом боевом крещении: «Дорогая, любимая мамочка! Нас отправили в дивизионный медпункт. Вернее, это не пункт, а целый батальон. Я нахожусь в операционно-перевязочном взводе. Сегодня ночью я получила боевое крещение. Привезли несколько раненых и мне поручили их перевязать… Откровенно говоря, вид крупных ран — не царапины, как дома, очень страшен».
Когда дивизия попала в окружение, Ирина Левченко на машинах эвакуировала 168 раненых. Вышла из окружения в районе посёлка Ворошиловский.
При переправе через речку Ургу (Новгородская область) Ирина была контужена и ранена в ногу, попала в госпиталь.
После выздоровления, с января 1942 года — санинструктор 1-го танкового батальона 39-й танковой бригады.
К маю 1942 года 18-летний санинструктор И. Н. Левченко вынесла с поля боя и оказала первую медицинскую помощь 168-ми раненым.
В боях за Тулумчак и Карпеч (Керченский полуостров, Крым) И. Н. Левченко оказала медицинскую помощь 30 раненым и лично эвакуировала с поля боя 28 человек с оружием, при этом захватила одного пленного и румынский пулемёт, доставив их в часть. Бывший командир отдельного танкового батальона Т. Туркатов в своих воспоминаниях рассказывает о героизме санинструктора И. Н. Левченко:

В 1942 г. наши войска вели бой на Керченском полуострове. Танки вышли из укрытия и развернутым фронтом пошли в атаку. За одним из наших танков, прикрываясь его броней, бежала с медицинской сумкой санинструктор… Девушка метнулась к пылающему танку. Она быстро открыла люк и стала вытаскивать из машины раненых… Загорелся ещё один танк. Его экипаж выбрался из машины и залёг в ближайшей воронке. Ирина подбежала к танкистам, перевязала им раны.

При этом была сама тяжело ранена и эвакуирована в госпиталь, где избежала ампутации правой руки. После выздоровления медицинская комиссия постановила снять И. Н. Левченко с военного учёта. Однако Ирина решила связать свою судьбу с танковыми частями. После неоднократных просьб добилась встречи с командующим бронетанковыми и механизированными войсками Красной Армии генерал-лейтенантом танковых войск Федоренко и была зачислена курсантом в Сталинградское военное танковое училище, эвакуированное в город Курган.
В феврале 1943 года окончила ускоренный курс Сталинградского танкового училища по специальности командир танкового взвода с присвоением звания — лейтенант, через два дня после выпуска была принята в ВКП(б). После окончания училища просилась на фронт, но была направлена адъютантом в учебный танковый батальон Главного Управления формирования и боевой подготовки БТМВ КА. В конце августа 1943 года лейтенант Левченко добилась отправки на Западный фронт. Прибыв к командующему БТ и МВ 31-й армии, которым оказался бывший командир 39-й танковой бригады полковник А. А. Вахрушев, добилась назначения командиром танкового взвода. Приняв командование взводом, на следующий день участвовала в штурме Смоленска, где в третий раз была ранена. До лета 1944 года лечилась в госпитале в Одессе, затем, до победоносного завершения войны служила офицером связи 41-й гвардейской танковой бригады 7-го механизированного корпуса, действовавшего на 2-м и 3-м Украинском фронтах, командовала группой лёгких танков Т-60. Под Будапештом снова была ранена и больная малярией была сначала отправлена в госпиталь в Арад, а потом в глубокий тыл в СССР, где пролечилась полтора месяца. После излечения была назначена на должность офицера связи командования 9-го механизированного корпуса, действовавшего на 2-м и 3-м Белорусском фронтах.
Экипаж её танка участвовал в штурме Смоленска, где в 1941 году она вывозила раненых, освобождала Карпаты, Румынию, Болгарию, Венгрию. Войну Ирина Левченко окончила под Берлином.
За совершенные подвиги в годы Великой Отечественной войны И. Н. Левченко награждена тремя орденами Красной Звезды и 10-ю медалями. Министр обороны Болгарской Народной Республики генерал Добри Джуров наградил И. Н. Левченко именным оружием.

### В послевоенные годы
В июле 1945 года гвардии лейтенант И. Н. Левченко была зачислена слушателем на первый инженерно-танковый факультет Военной ордена Ленина академии бронетанковых и механизированных войск Красной Армии имени И. В. Сталина..
В 1952 году И. Н. Левченко окончила академию. Некоторое время она работала, но знаний инженера И. Н. Левченко показалось недостаточно. Поэтому она поступила в Академию имени М. В. Фрунзе на исторический факультет, который окончила в 1955 году. С 1958 года — гвардии подполковник запаса.
В годы учёбы у И. Н. Левченко всё больше проявлялась склонность к литературной деятельности. В 1952 году в журнале «Знамя» № 11-12 опубликована её дебютная работа «Повесть о военных годах», которая в период с 1952 по 1965 года была 8 раз опубликована отдельным изданием полумиллионным тиражом.
В её произведениях раскрыта судьба женщины на войне: «Дочь командира» (1955), «Бессмертие» (1960), «Счастливая» (1964, о себе), «Хозяйка танка» (1964, о механике-водителе Т-34 М. В. Октябрьской). Герои И. Н. Левченко — бесстрашные, мужественные люди, идущие на подвиг во имя Родины. Имея личный опыт нелёгкого труда военным медиком, в своих статьях и очерках она с большой душевной теплотой рассказывала о людях в белых халатах. По её мнению, «санитарки, санинструкторы…, как много сделали их слабые и вместе сильные руки, как мало сказано до сих пор о них — настоящих гордых и добрых слов.»
В конце 1950-х годов ездила в Германию, где встречалась с бывшими борцами Сопротивления, бывшими узниками концентрационных лагерей, с молодыми немцами — строителями социализма. Результатом этой поездки стала книга «Люди новой Германии» (1959).
Наряду с военной тематикой в её произведениях отведено место и героям мирного труда: «В скором поезде» (1958, о советских врачах), «Без обратного билета» (1962, о комсомольцах-целинниках), «Чтобы яблони цвели» (1963), «Люди, штурм, победа…» (1964, о Красноярской ГЭС), «И никак иначе…» (1967, об Игарке). Член Союза писателей СССР.
В 1961 году Международный Комитет Красного Креста наградил её медалью Флоренс Найтингейл, которая присуждается медицинским сестрам за исключительную преданность своему делу и храбрость при оказании помощи раненым и больным, как в военное, так и в мирное время. Вместе с ней Международный комитет Красного Креста присудил эту почётную награду участнице Великой Отечественной войны, хирургической сестре, председателю первичной организации Красного Креста на ленинградской фабрике «Скороход» Л. Ф. Савченко.
Указом Президиума Верховного Совета СССР от 6 мая 1965 года «За образцовое выполнение боевых заданий командования на фронтах борьбы с немецко-фашистскими захватчиками в годы Великой Отечественной войны и проявленные при этом отвагу и геройство» подполковнику запаса Левченко Ирине Николаевне присвоено звание Героя Советского Союза с вручением ордена Ленина и медали «Золотая Звезда».
Активно работала в Советском комитете ветеранов войны, часто выступала с докладами, выезжала за рубеж. В 1967 году посетила Вьетнам, где побывала в тех районах страны, где шла война. Проехала по фронтовым дорогам Вьетнама, побывав у партизан, разведчиков и на батареях. Вьетнамские друзья подарили ей памятное кольцо, изготовленное из 900-го сбитого американского самолёта. На нём надпись на русском и вьетнамском языках: «Родной сестре Ирине Левченко в день рождения.» Результатом её поездки во Вьетнам стал сборник рассказов «Дочери Вьетнама». Из письма Нгуен Динь Тхи (Вьетнам): «В своё время Вы, дочь Советской страны, надели мундир и взяли в руки оружие, чтобы бить фашистов… Вы прошли до конца тяжёлый путь войны, полный страданий, жертв и невиданного в истории героизма… Вы снова попали на фронт, где идёт решающее сражение между человеком, варварством и рабством. В дождь и в жару… шли Вы по окопам и деревням, по пристаням и переправам, пылающим под вражеским огнём… И всюду, где Вы побывали, люди вспоминают Ваше имя.»
Жила в Москве, где умерла 18 января 1973 года. Похоронена на Новодевичьем кладбище (участок № 4).

## Труды
- Повесть о военных годах. // журнал «Знамя». — 1952. — № 11—12.
- Дочь командира: рассказы. — М.: Воениздат, 1955. — 48 с.
- В годы великой войны. Фронтовые записи. 1953, 1955, 1956.
- Надежда. Рассказы., 1957
- Повесть о военных годах. — М.: Молодая гвардия, 1957
- В скором поезде. — М.: Советская Россия, 1958, 1959. — 38 с.
- Люди новой Германии: заметки советского писателя. — М.: Политиздат, 1959. — 140 с.
- Повесть о военных годах. — М.: Московский рабочий, 1959
- Бессмертие, — М.: Воениздат, 1960.
- Повесть о военных годах. Рассказы. — М.: Московский рабочий, 1961
- Без обратного билета,  — М.: Знание,1962.
- Чтобы яблони цвели. — М.: Воениздат, 1963. — 179 с.
- Счастливая. Повесть. — М.: Советская Россия, 1964. — 92 с.
- Хозяйка танка. — М.: Политиздат, 1964.
- Люди, штурм, победа: [героическая быль о строителях Красноярской ГЭС]. — Красноярск: Красноярское книжное издательство, 1964. — 108 с.
- Повесть о военных годах. — М.: Московский рабочий, 1965
- И никак иначе… Роман. — М.: Молодая гвардия, 1967. — 402 с.
- Дочери Вьетнама. — М.: Воениздат, 1967. — 46 с.
- Огненная линия. М.: Правда, 1967
- Потрогай бомбу рукой, 1968
- Повесть о военных годах. М.: Детская литература, 1970. — 368 с. , 75 000 экз.
- Когда тебя Россия позовёт... Очерки., 1970
- Капли военной грозы. — М.: Советская Россия, 1973
- Левченко И. Н. [militera.lib.ru/memo/russian/levchenko_in/index.html Повесть о военных годах]. — М.: Советская Россия, 1983. — 384 с. — (Подвиг).

## Награды и звания
Советские государственные награды и звания:
- Герой Советского Союза (6 мая 1965, медаль «Золотая Звезда» № 10677)[1];
- орден Ленина (6 мая 1965)[1];
- три ордена Красной Звезды (7 сентября 1944[13], 20 мая 1945[5], 30 декабря 1956[14]);
- медаль «За боевые заслуги» (19 ноября 1951)[14];
- медаль «За оборону Москвы» (1 мая 1944)[14];
- медаль «За победу над Германией в Великой Отечественной войне 1941—1945 гг.» (сентябрь 1945)[15];
- юбилейная медаль «Двадцать лет Победы в Великой Отечественной войне 1941—1945 гг.» (1965);
- медаль «За взятие Кенигсберга» (1945);
- юбилейная медаль «30 лет Советской Армии и Флота» (1948);
- юбилейная медаль «40 лет Вооружённых Сил СССР» (1958);
- юбилейная медаль «50 лет Вооружённых Сил СССР» (1967);
- медаль «В память 800-летия Москвы»

Иностранные награды:
- медаль «Борец против фашизма 1933—1945» (ГДР);
- медаль «20 лет Болгарской Народной Армии»;
- медаль «Отечественная война 1944—1945 гг.» (БНР)[16];
- наградное оружие (от министра обороны Болгарской Народной Республики генерала Добри Джурова)[2].

Прочие награды:
- медаль имени Флоренс Найтингейл (1961)[17].

## Память

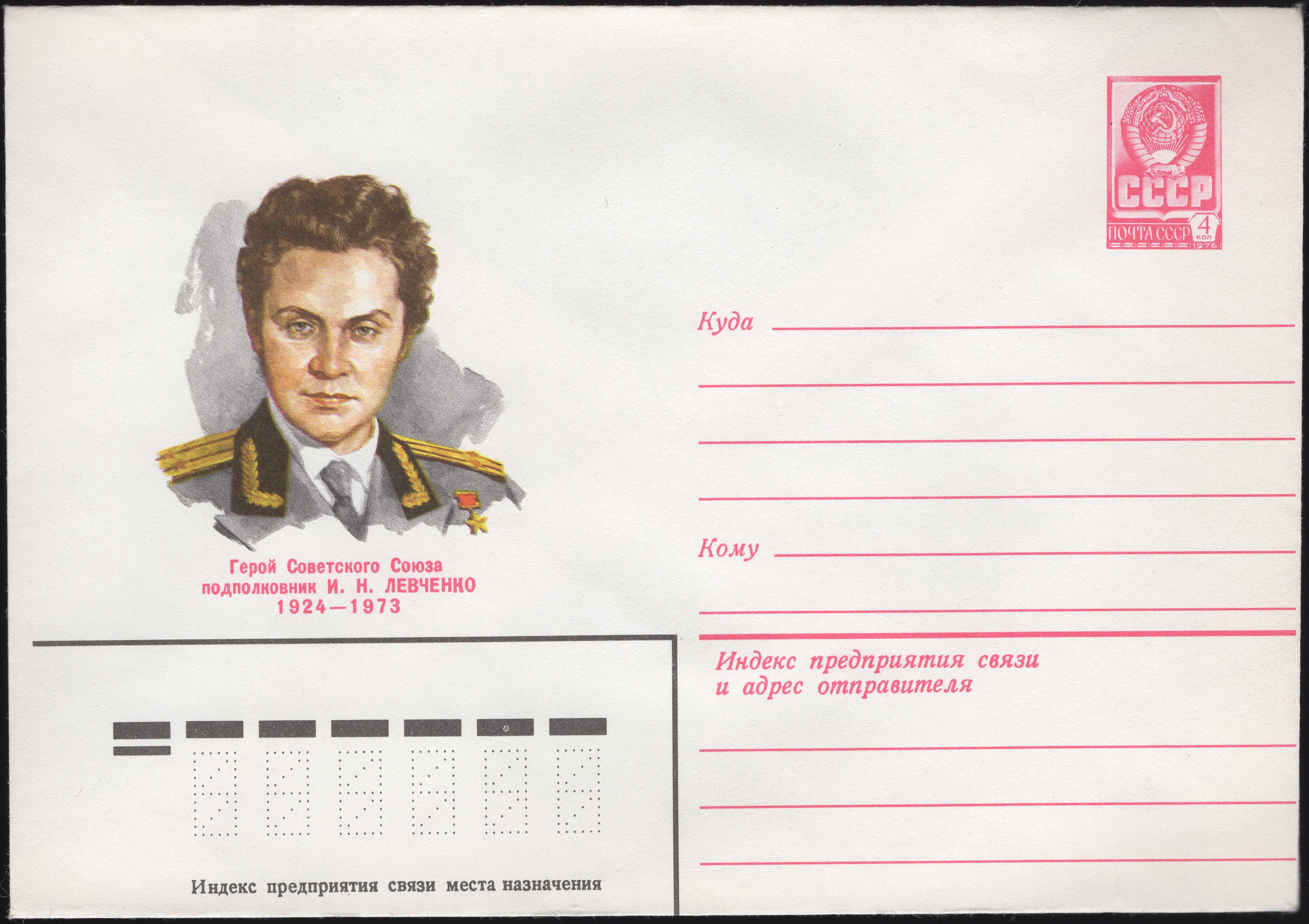
Почтовый конверт. СССР, 1979 год

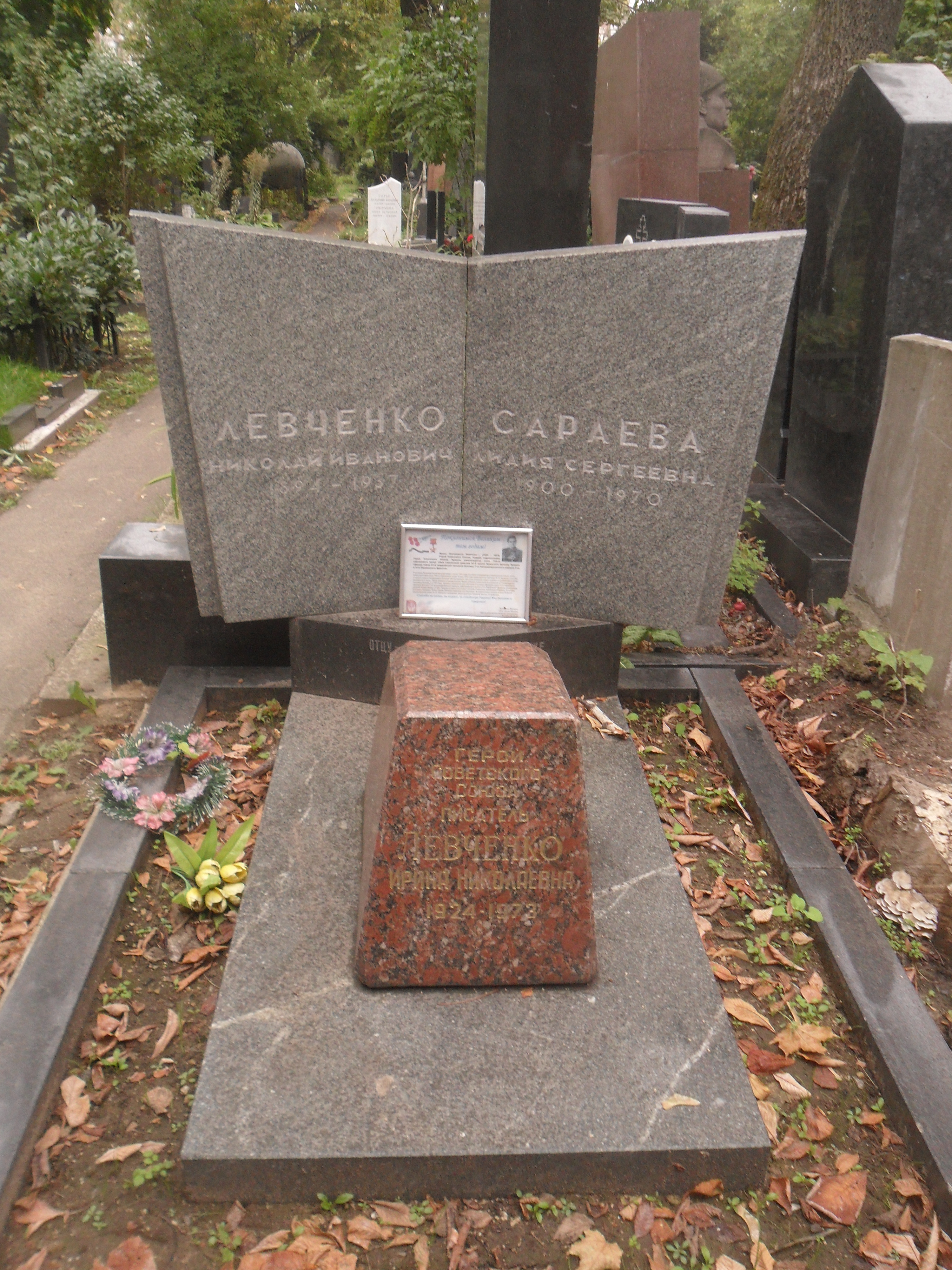
Могила Левченко на Новодевичьем кладбище Москвы.

Похоронена на Новодевичьем кладбище в Москве, участок № 4, где ей установлен памятник.
Почётный гражданин города Артёмовска Луганской области Украины. Её имя было присвоено одному из кварталов города Луганска. На здании школы № 3 города Артёмовск, где училась И. Н. Левченко, установлена мемориальная доска. Памятный знак с надписью: «Здесь жила Герой Советского Союза, подполковник, писательница Левченко Ирина Николаевна (1924—1973)» установлен на одном из фасадов «Дома на набережной» в Москве.
В 1975 году её именем названа улица в Москве.
В 1979 году выпущен конверт Почты СССР (художник П. Бендель, номер по каталогу Лапкина 79-452 (13702)).
В городе Алмазная (Луганская Народная Республика) названа улица им. Ирины Левченко, на которой расположен жд вокзал станции Стаханов.

## Семья, личная жизнь
Её отец, Николай Иванович Левченко, был начальником «Донугля», затем возглавлял Донецкую, Ленинскую железные дороги, был замнаркома путей сообщения, был репрессирован. Дед Ирины, Сараев Сергей Петрович, был убит царской полицией во время ночной облавы. Бабушка Мария Сергеевна Сараева-Зубкова — участник гражданской войны, кавалер двух орденов Красного Знамени, бригадный комиссар Чонгарской кавалерийской дивизии Первой конной армии.
Есть дочь Ольга. Во Вьетнаме усыновила юношу Чан Зыонга, у которого в девять лет была убита родная мать, а в 16 лет он ушёл в партизаны и стал одним из лучших разведчиков Армии освобождения.

## Оценки и мнения
Главный маршал бронетанковых войск П. А. Ротмистров о своей первой встрече с И. Н. Левченко:

Дело было так. Однажды адъютант докладывает: «Старший лейтенант Левченко просит принять по личному вопросу». Я, помнится, готовился тогда к срочному совещанию и был занят. Однако Левченко оказался таким настойчивым, что мне даже стало любопытно. Дай, думаю, все-таки посмотрю на этого орла, который у меня в приёмной бушует.
Открылась дверь, и четко, по-уставному, обращается ко мне девушка в офицерских погонах. Как-то даже непривычно произносить это слово — тан-кист-ка. Оказалось, что её собираются отчислить из Бронетанковой академии именно потому, что она девушка! Ну что тут делать!
Слушал я, слушал и дивился её необычайной настойчивости. Вообразите себе, с каким упорством ей приходилось добиваться своей цели: ведь для того, чтобы попасть в академию в двадцать лет, ей нужно было окончить танковое офицерское училище в восемнадцать-девятнадцать. Невероятно!

Из читательских отзывов о дебютной книге «Повесть о военных годах»:

Я читаю эту книгу и волнуюсь вместе с ней, мне дороги её воспоминания. Всё происходит наяву. Так может писать человек, проживший жизнь до конца.

И. Н. Левченко о Вьетнамской войне:

Ни днём, ни ночью мне не даёт покоя все, что я видела у вас: тоскующие глаза детей, устремлённые в прекрасное вьетнамское небо, перечёркнутое чёрными крестами американских бомбардировщиков, тревожные ночи, грохот бомб и в отблеске пожарищ вереницы людей, лишённых крова, бредущих с ребятишками на руках.